# Mesobuthus
Mesobuthus là một chi bọ cạp trong họ Buthidae, gồm các loài bọ cạp có độc

## Các loài
Chi này gồm có các loài sau đây:
- Mesobuthus agnetis (Werner, 1936)
- Mesobuthus bolensis Sun, Zhu & Lourenço, 2010
- Mesobuthus caucasicus (Nordmann, 1840)
- Mesobuthus cyprius Gantenbein & Kropf, 2000
- Mesobuthus eupeus (C. L. Koch, 1839)
- Mesobuthus extremus (Werner, 1936)
- Mesobuthus gibbosus (Brulli, 1832)
- Mesobuthus karshius Sun & Sun, 2011
- Mesobuthus longichelus Sun & Zhu, 2010
- Mesobuthus macmahoni (Pocock, 1900)
- Mesobuthus martensii (Karsch, 1879)
- Mesobuthus nigrocinctus (Ehrenberg, 1828)
- Mesobuthus phillipsi (Pocock, 1889)
- Mesobuthus vesiculatus (Pocock, 1899)